# Attentat auf Ronald Reagan

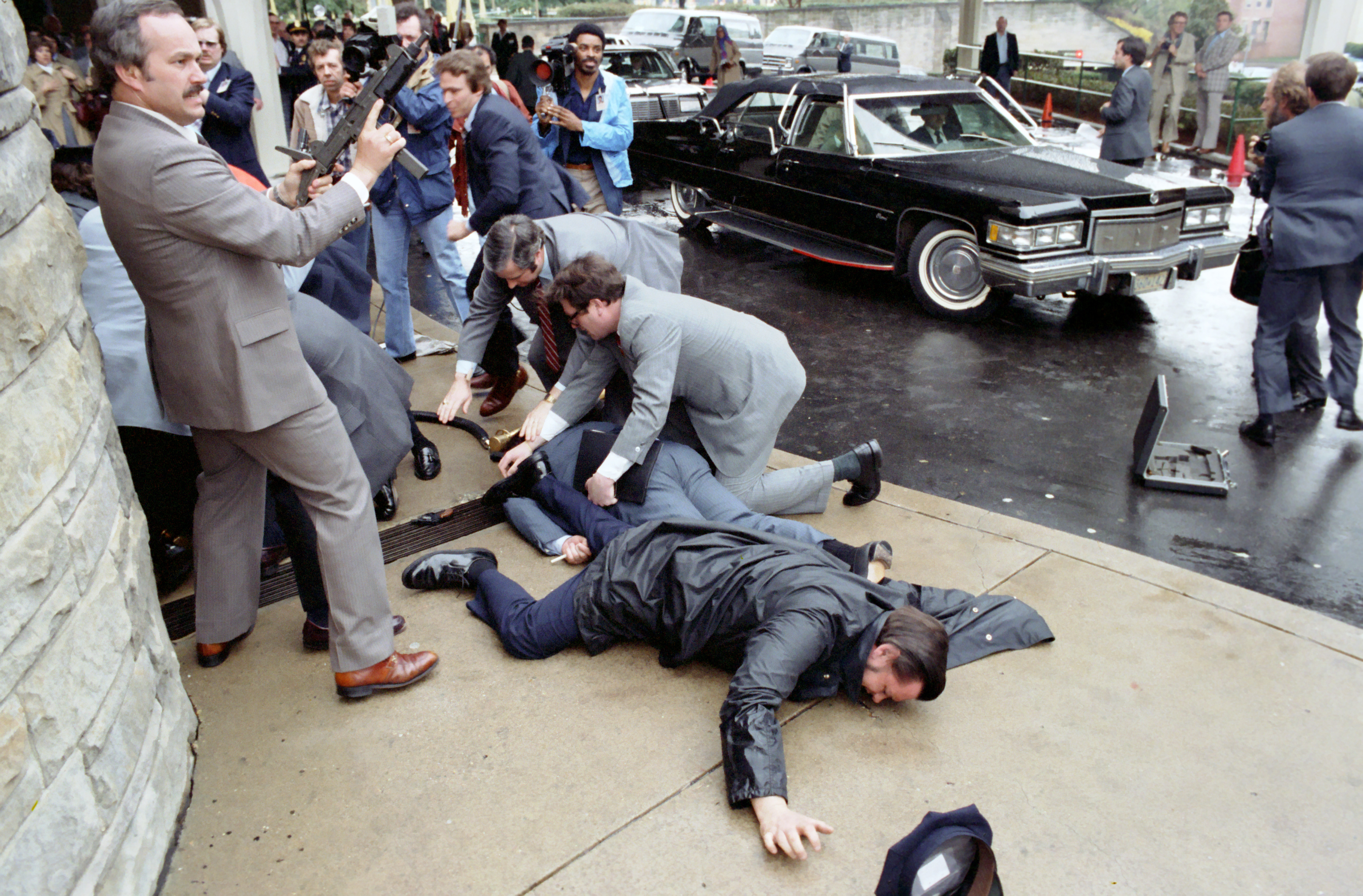
Festnahme von John Hinckley, Jr. nach den Schüssen auf Reagan

Das Attentat auf den damaligen US-Präsidenten Ronald Reagan wurde am Nachmittag des 30. März 1981 um 14:27 Uhr Ortszeit (EST) vor dem Hilton Hotel in Washington, D.C. durch John Hinckley, Jr. verübt. Ronald Reagan und die drei anderen Verletzten überlebten den Anschlag.

## Täter

### Motiv
John Hinckley Jr. war nach späterem Gerichtsbeschluss unzurechnungsfähig und psychisch krank. Seine Motive für das Attentat auf Reagan waren, dass er damit in die Geschichte eingehen und – noch wichtiger – die von ihm vergötterte Jodie Foster, Schauspielerin des Filmdramas Taxi Driver, beeindrucken wollte.

### Hinckley vor dem Attentat
Hinckley kam am Abend des 29. März in Washington, D.C. an, checkte im Park Central Hotel ein und übernachtete dort. Am nächsten Morgen frühstückte er in einem McDonald’s-Schnellrestaurant nahe dem Hotel, worauf er wieder dorthin zurückging. Aus Angst, das Attentat nicht zu überleben, schrieb er einen Brief an Jodie Foster, in dem er ihr noch einmal seine Liebe schilderte und sich rechtfertigte, dass er Reagan nur für sie töten wolle. Diesen Brief schickte er jedoch nicht ab.

## Das Attentat

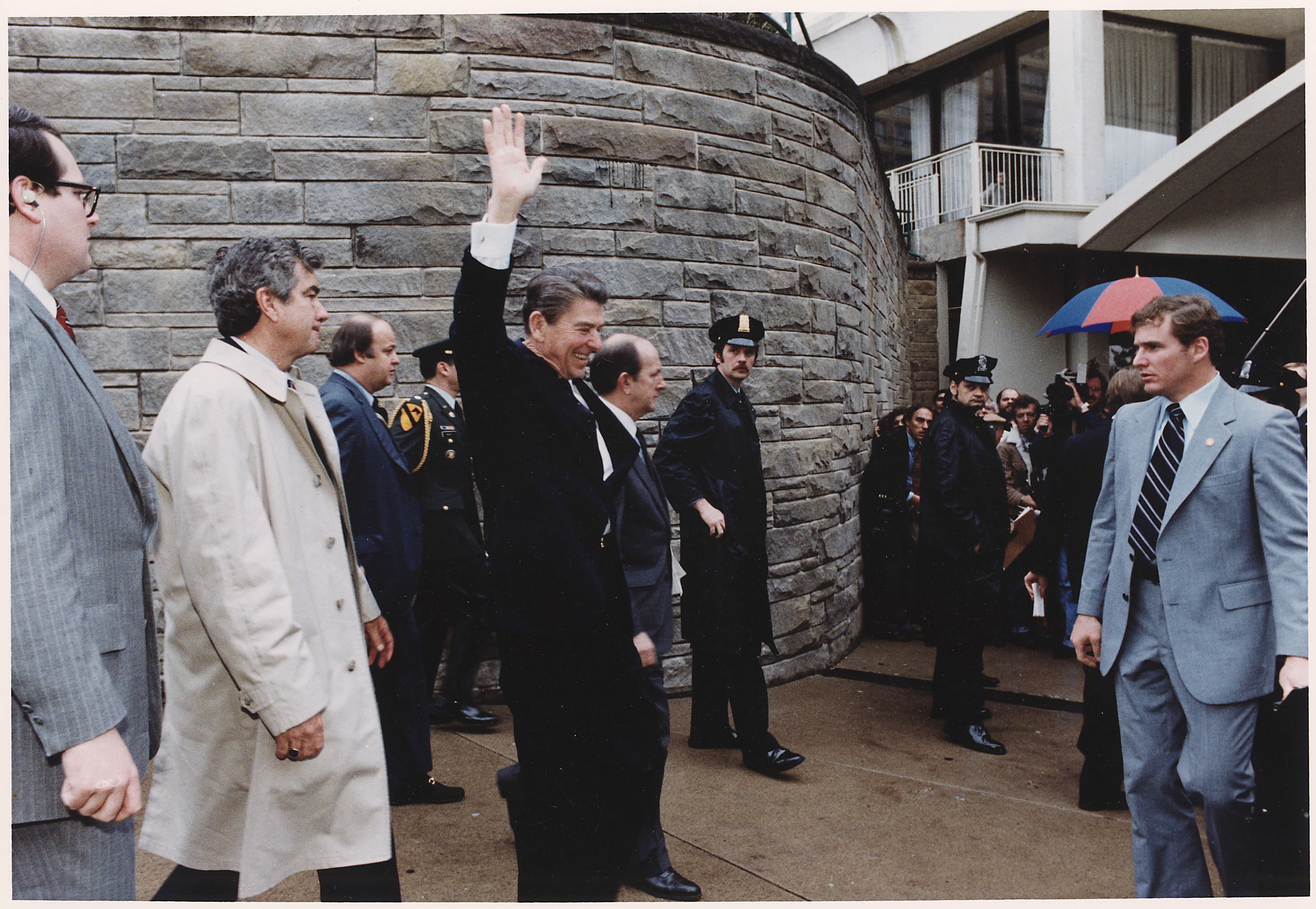
Ronald Reagan unmittelbar vor dem Attentat

Um 14:27 Uhr ging Reagan nach dem Besuch einer Gewerkschaftsveranstaltung, umringt von seinen Leibwächtern, die Straße entlang in Richtung der geparkten Präsidentenlimousine. Als er sie fast erreicht hatte – die Distanz betrug etwa einen bis drei Meter – winkte er den Fotografen zu. In diesem Moment fielen mehrere Schüsse; die fünfte Kugel prallte vom kugelsicheren Fensterglas der Limousine ab und verletzte Reagan schwer. Insgesamt wurden sechs Schüsse in Richtung des Präsidenten abgegeben. Diese trafen den Pressesprecher des Weißen Hauses, James Brady, der dauerhafte Hirnschäden und Lähmungen erlitt, den Polizeibeamten Thomas K. Delahanty sowie den Secret-Service-Beamten Timothy McCarthy, der sich in die Schusslinie stellte. Der ebenfalls getroffene Reagan wurde in die Limousine gestoßen, die sofort abfuhr.

## Nach dem Attentat

### Reagan
Da man Reagan anfangs für unverletzt hielt, entschied man sich, den US-Präsidenten zurück ins Weiße Haus zu fahren. Erst kurz darauf bemerkte der Secret-Service-Agent Jerry Parr (1930–2015), dass Reagan blutete, woraufhin man ihn sofort in die Notaufnahme des George Washington University Hospitals fuhr. Die Kugel, die den Präsidenten getroffen hatte, war seitlich in den linken Lungenflügel eingedrungen und verursachte eine starke innere Blutung.
Da aber das Krankenhauspersonal zunächst weder von einem Schuss Kenntnis hatte noch über ein Bluten unterrichtet war, ging man anfangs von einem Herzinfarkt aus. Auch eine oder mehrere gebrochene Rippen – als Folge, dass der Präsident von seinem Leibwächter während des Attentats in die Limousine gestoßen wurde – kamen als Ursache für die Kurzatmigkeit in Frage. Aus diesen Gründen suchte der behandelnde Arzt nicht sofort nach einer Schusswunde am Körper des Präsidenten. Auf diese Idee brachte ihn erst Reagans niedriger Blutdruck. Da das Einschussloch – der Geschossdurchmesser beträgt bei Kaliber .22 lfB knapp 6 mm – sehr klein war, blutete die Wunde äußerlich kaum sichtbar.
Trotz seiner Verletzung verlor Reagan nicht seinen Humor. Er witzelte mit seiner Ehefrau: „Honey, I forgot to duck“ („Schatz, ich habe vergessen, mich zu ducken“), und zu den operierenden Ärzten kurz vor der Narkose: „Please tell me you’re all Republicans.“ („Bitte sagen Sie mir, dass Sie alle Republikaner sind.“) Worauf der ausführende Chefarzt Giordano antwortete: „We’re all Republicans today.“ („Heute sind wir alle Republikaner.“)
Reagan wurde operiert und nach zehn Tagen aus dem Krankenhaus entlassen.

### Hinckley
Reportern und Secret-Service-Agenten gelang es Sekunden nach der Schussabgabe, Hinckley zu Boden zu drücken und festzuhalten. Sein Strafverfahren endete mit Freispruch wegen Unzurechnungsfähigkeit, er wurde in das Saint Elisabeth Hospital in Washington, D.C. zur Sicherungsverwahrung eingewiesen. 1999 durfte er die Anstalt für Familienbesuche verlassen. Diese Erlaubnis wurde jedoch zurückgenommen, als man feststellte, dass Hinckley Material über Jodie Foster in das Krankenhaus eingeschmuggelt hatte. 2004  trat die Besuchsregelung wieder in Kraft. Am 10. September 2016 kam er unter Auflagen frei und lebte fortan bei seiner Mutter. Am 28. September 2021 verfügte ein Bundesgericht die Aufhebung der bisherigen Auflagen bis Juni 2022, sofern Hinckley sich in der Zwischenzeit nichts zu Schulden kommen lässt. Er steht seitdem nicht mehr unter ärztlicher Beobachtung.

### Kurzfristige Folgen
Die eigentlich am 30. März 1981 geplante Oscarverleihung 1981 wurde um einen Tag verschoben.

## Verschwörungstheorien
Auch das Attentat auf Ronald Reagan ist Gegenstand von Verschwörungstheorien geworden, allerdings deutlich seltener als vergleichbare Ereignisse. 1997 äußerte Daniel Pipes Zweifel an der offiziellen Version des Tathergangs. Möglicherweise habe es mehr als einen Schützen gegeben. Außerdem verweist er auf die Freundschaft zwischen den Familien Bush und Hinckley sowie den Umstand, dass Vizepräsident George Bush nach einem gelungenen Attentat US-Präsident gewesen wäre. Darauf bezog sich knapp 20 Jahre später auch Roger Stone. Nach seiner Überzeugung war Bush der Hintermann des Anschlags. Er sei mit Reagans Außenpolitik nicht einverstanden gewesen und habe außerdem die Absicht gehabt, eine Weltregierung einzurichten. Stone will Beweise dafür haben, dass die Schüsse von mehr als einer Person kamen. Tatsächlich belegen kann oder will er diese Behauptung jedoch nicht.